# Tir aux Jeux olympiques de 1908
Navigation
Paris 1900 Stockholm 1912

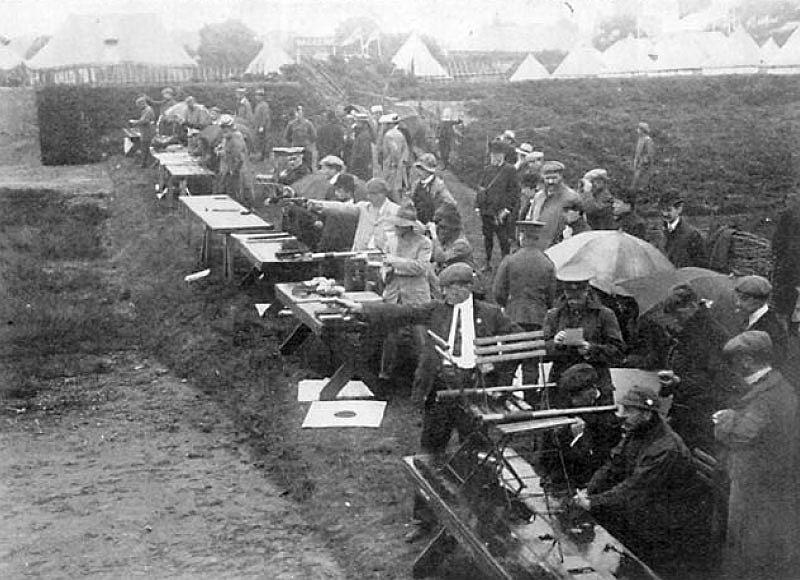
Le stand de tir pour révolvers et pistolets, Bisley Rifle Range - Surrey.

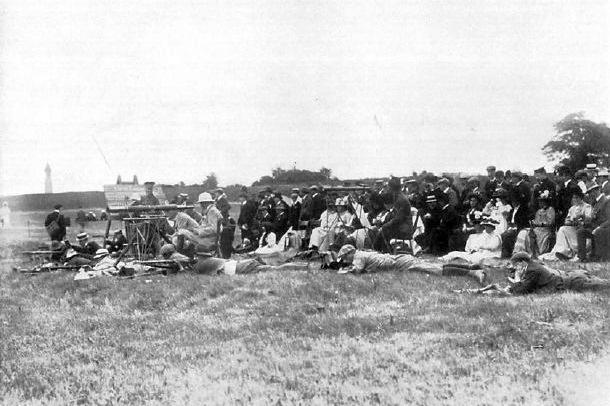
L'équipe britannique victorieuse lors du 1000 yards rifle libre, couché.

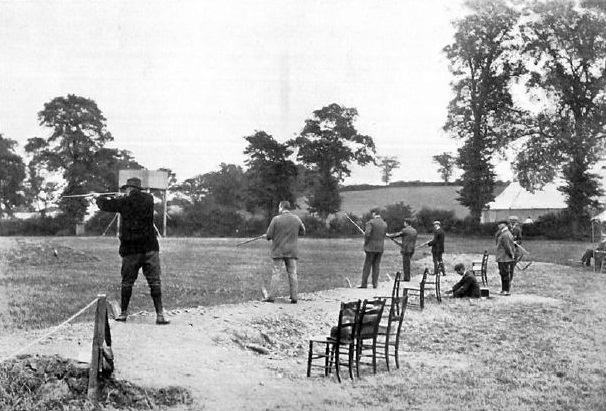
L'équipe britannique victorieuse lors du tir au pigeon d'argile, Uxendon Shooting School Club de Brent - Londres.

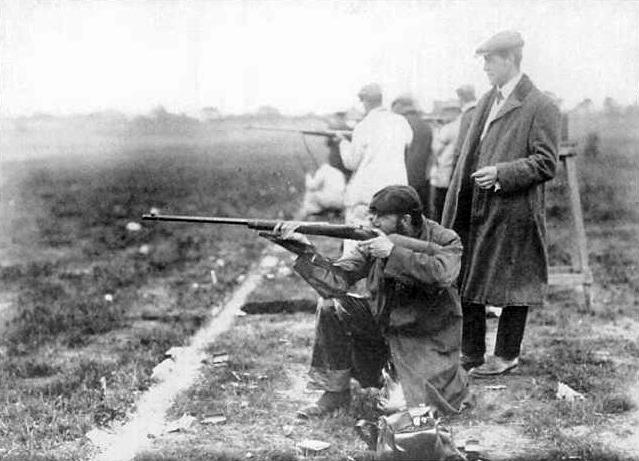
Maurice Blood, troisième du 1000 yards rifle libre, couché, aux JO de 1908.

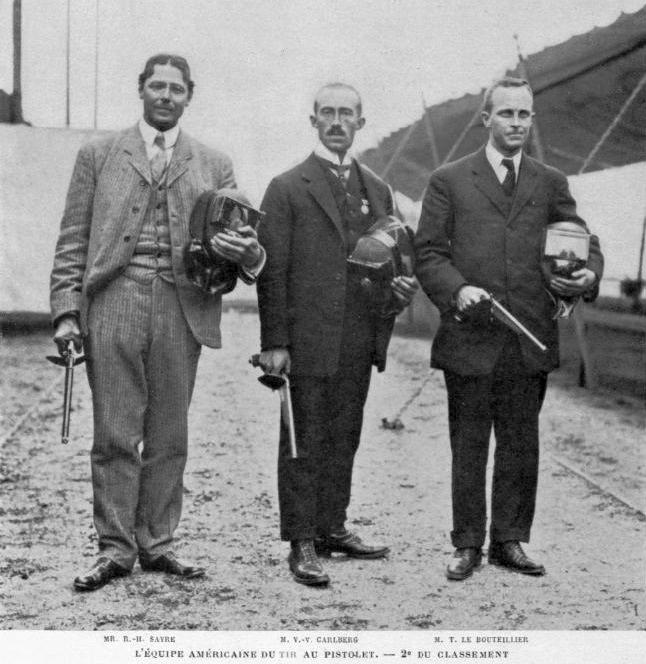
L'équipe des États-Unis, vice-championne de tir au pistolet aux JO de 1908.

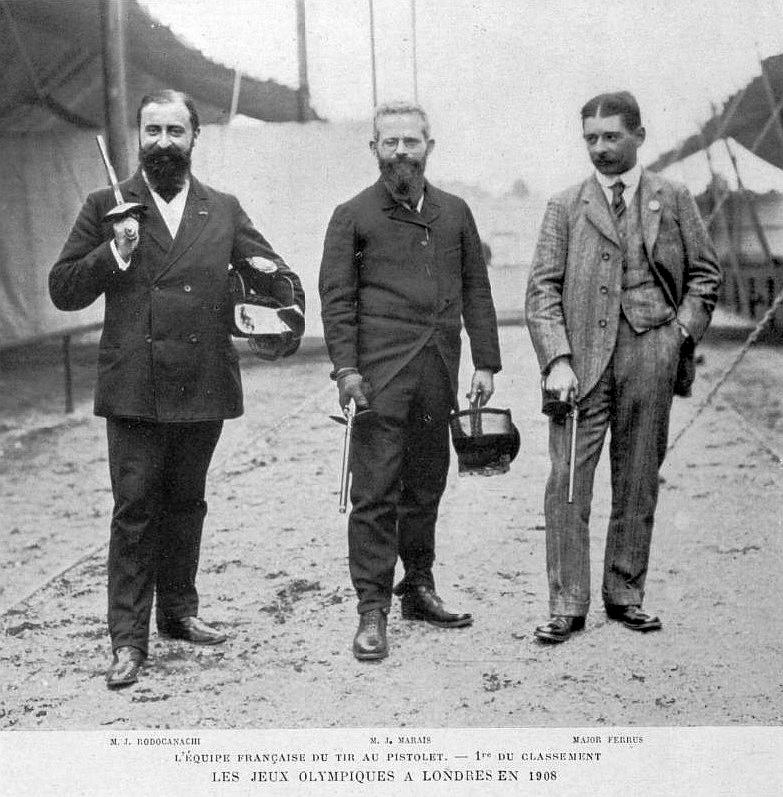
L'équipe française de pistolet aux balles Devillers (G. à D.) Jacques Rodocanachi (1er, le commandant (major) Ferrus (2e) et J. Marais (3e), victorieux du concours international de Londres, organisé durant le mois Olympique.

Quinze épreuves de tir sont disputées lors des Jeux olympiques de 1908 à Londres (du 8 au 12 juillet). La majorité ont lieu au  Bisley Rifle Range (comté de Surrey, dont le tir au sanglier courant). Le tir aux pigeons d'argile a lieu à l'Uxendon Shooting School Club de Brent (Londres).
Le 15 juillet a lieu également sur place le championnat international de pistolet aux balles Devillers, individuel, remporté par trois français, Jacques Rodocanachi (en) -aussi vainqueur de la semaine des armes de combat au pistolet en 1910-, devant le commandant (major) Ferrus, et J. Marais,.

## Tableau des médailles pour tir
| Rang | Nation          | Or | Argent | Bronze | Total |
| ---- | --------------- | -- | ------ | ------ | ----- |
| 1er  | Grande-Bretagne | 6  | 7      | 8      | 21    |
| 2e   | États-Unis      | 3  | 2      | 1      | 6     |
| 3e   | Suède           | 2  | 2      | 1      | 5     |
| 4e   | Norvège         | 2  | 0      | 1      | 3     |
| 5e   | Canada          | 1  | 2      | 1      | 4     |
| 6e   | Belgique        | 1  | 2      | 0      | 3     |
| 7e   | France          | 0  | 0      | 2      | 2     |
| 8e   | Grèce           | 0  | 0      | 1      | 1     |

## Pistolet

### Pistolet libre 50 yards individuel
| Médaille | Nom                 | Pays       | Performance |
| -------- | ------------------- | ---------- | ----------- |
| Or       | Paul van Asbroeck   | Belgique   | -           |
| Argent   | Réginald Storms     | Belgique   | -           |
| Bronze   | James Edward Gorman | États-Unis | -           |

### Pistolet libre 50 yards, par équipes
| Médaille | Nom                                                                                         | Pays            | Performance |
| -------- | ------------------------------------------------------------------------------------------- | --------------- | ----------- |
| Or       | John A. Dietz Irving Romaro Calkins James Edward Gorman Charles Sumner Axtell               | États-Unis      | -           |
| Argent   | Réginald Storms Charles Paumier du Vergier René Englebert Paul van Asbroeck                 | Belgique        | -           |
| Bronze   | Henry George Lynch-Staunton Jesse Alfred Wallingford Geoffrey Horsman Coles Walter Ellicott | Grande-Bretagne | -           |

## Trap

### Fosse olympique (125 cibles)
| Médaille | Nom                | Pays                                     | Performance |
| -------- | ------------------ | ---------------------------------------- | ----------- |
| Or       | Walter Henry Ewing | Canada                                   | -           |
| Argent   | George Beattie     | Canada                                   | -           |
| Bronze   | Alexander Maunder  | Grande-Bretagne Grèce Anastasios Metaxas | -           |

### Fosse olympique par équipes (ou tir aux pigeons d'argile)
| Médaille | Nom                                                                                                  | Pays            | Performance |
| -------- | --- | --------------- | ----------- |
| Or       | Alexander Maunder James F. Pike Charles Palmer John M. Postans Frank W. Moore Peter Easte            | Grande-Bretagne | -           |
| Argent   | Walter Henry Ewing David McMackon George Beattie George L. Vivian Arthur W. Westover Mylie Fletcher  | Canada          | -           |
| Bronze   | George Whitaker Gerald H. Skinner John Hurst Butt William B. Morris Harold P. Creasey Richard Hutton | Grande-Bretagne | -           |

## Carabine (Rifle)

### 25y petite carabine, cible mobile
| Médaille | Nom                  | Pays            | Performance |
| -------- | -------------------- | --------------- | ----------- |
| Or       | John Francis Fleming | Grande-Bretagne | -           |
| Argent   | Michael K. Matthews  | Grande-Bretagne | -           |
| Bronze   | William B. Marsden   | Grande-Bretagne | -           |

### 25y petite carabine, cible mouvante
| Médaille | Nom                    | Pays            | Performance |
| -------- | ---------------------- | --------------- | ----------- |
| Or       | William Kensett Styles | Grande-Bretagne | -           |
| Argent   | Harold I. Hawkins      | Grande-Bretagne | -           |
| Bronze   | Edward John Amoore     | Grande-Bretagne | -           |

### 50m rifle couché (60 coups)
| Médaille | Nom                   | Pays            | Performance |
| -------- | --------------------- | --------------- | ----------- |
| Or       | Arthur Ashton Carnell | Grande-Bretagne | -           |
| Argent   | Harry Robinson Humby  | Grande-Bretagne | -           |
| Bronze   | George Barnes         | Grande-Bretagne | -           |

### 100m tir au cerf courant coup simple
| Médaille | Nom                      | Pays            | Performance |
| -------- | ------------------------ | --------------- | ----------- |
| Or       | Oscar Swahn              | Suède           | -           |
| Argent   | Ted Ranken               | Grande-Bretagne | -           |
| Bronze   | Alexander Elliott Rogers | Grande-Bretagne | -           |

### 100m tir au cerf courant coup double
| Médaille | Nom           | Pays            | Performance |
| -------- | ------------- | --------------- | ----------- |
| Or       | Walter Winans | États-Unis      | -           |
| Argent   | Ted Ranken    | Grande-Bretagne | -           |
| Bronze   | Oscar Swahn   | Suède           | -           |

### 300m rifle libre 3 positions
| Médaille | Nom             | Pays       | Performance |
| -------- | --------------- | ---------- | ----------- |
| Or       | Albert Helgerud | Norvège    | -           |
| Argent   | Harry E. Simon  | États-Unis | -           |
| Bronze   | Olaf Saether    | Norvège    | -           |

### 1000y rifle libre, couché
| Médaille | Nom                         | Pays            | Performance |
| -------- | --------------------------- | --------------- | ----------- |
| Or       | Joshua Millner              | Grande-Bretagne | -           |
| Argent   | Kellog Kennon Venable Casey | États-Unis      | -           |
| Bronze   | Maurice Blood               | Grande-Bretagne | -           |

### 100m tir au cerf courant coup simple par équipes
| Médaille | Nom                                                                         | Pays            | Performance |
| -------- | --------------------------------------------------------------------------- | --------------- | ----------- |
| Or       | Arvid Knöppel Ernst Rosell Alfred Swahn Oscar Swahn                         | Suède           | -           |
| Argent   | Walter Ellicott William R. Lane-Joynt Charles George Ashburn Nix Ted Ranken | Grande-Bretagne | -           |
| Bronze   | Non attribuée                                                               | -               | -           |

### 50+100y petite carabine par équipes
| Médaille | Nom                                                                            | Pays            | Performance |
| -------- | ------------------------------------------------------------------------------ | --------------- | ----------- |
| Or       | Edward John Amoore Harry Robinson Humby Michael K. Matthews William Edwin Pimm | Grande-Bretagne | -           |
| Argent   | Eric Carlberg Vilhelm Carlberg Frans-Albert Schartau Johan Hübner von Holst    | Suède           | -           |
| Bronze   | Henri Bonnefoy Paul René Colas Léon Lécuyer André Regaud                       | France          | -           |

### Rifle libre à 300 m par équipes
| Médaille | Nom | Pays    | Performance |
| -------- | --- | ------- | ----------- |
| Or       | Albert Helgerud Julius Braathe Einar Liberg Olaf Saether Ole Andreas Saether Gudbrand Gudbrandsen Skatteboe | Norvège | -           |
| Argent   | Per Olof Arvidsson Janne Gustafsson Axel Jansson Gustaf Adolf Jonsson Claës Rundberg Gustav Adolf Sjöberg   | Suède   | -           |
| Bronze   | Eugène Balme Albert Courquin Raoul de Boigne Léon Johnson Maurice Lecoq André Parmentier                    | France  | -           |

### Rifle d'ordonnance à 300 m par équipes
| Médaille | Nom | Pays            | Performance |
| -------- | --- | --------------- | ----------- |
| Or       | William F. Leushner William Martin Charles B. Winder Kellog Kennon Venable Casey Albert Eastman Charles Summer Benedict    | États-Unis      | -           |
| Argent   | Harcourt Ommundsen Fleetwood Ernest Varley Arthur George Fulton Philip Wigham Richardson William G. Padgett John E. Martin | Grande-Bretagne | -           |
| Bronze   | Harry Kerr William Smith Charles Robert Crowe Bertram Williams William Merrill Eastcott Dugald McInnes                     | Canada          | -           |